# Левченко, Роман Юрьевич
Роман Юрьевич Левченко (род. 24 июля 1996) — киргизский футболист, полузащитник клуба «Мурас Юнайтед». Играл за сборную Кыргызстана.

## Биография
Роман Юрьевич Левченко родился 24 июля 1996 года.
Студент Шадринского государственного педагогического университета.

### Клубная карьера
Воспитанник команды Футбольного центра ФФКР. В 2014 году выступал за команду первой лиги Кыргызстана «Беловодское» и стал лучшим бомбардиром своего клуба с 7 голами. В 2015 году играл в высшей лиге за «Ала-Тоо».
С 2016 года выступал в России на любительском уровне за «Торпедо» (Шадринск) в соревнованиях по футболу и мини-футболу. В 2017 и 2018 годах «Торпедо» заняло второе место в борьбе за Кубок Курганской области по футболу.

### Карьера в сборной
Выступал за сборные Кыргызстана младших возрастов, в том числе молодёжную и олимпийскую. Участник Кубка Содружества 2016 года.
В национальной сборной Кыргызстана сыграл единственный матч 29 мая 2018 года против Азербайджана, заменив на 69-й минуте Мирлана Мурзаева.